# 보스니아 헤르체고비나 국립은행
보스니아 헤르체고비나 국립은행(Bosnian: Centralna Banka Bosne i Hercegovine)은 보스니아 헤르체고비나의 국립은행으로서 수도인 사라예보에 위치해있다.
중앙은행은 의회가 1997년 6월 20일 비준한 법에 따라 도입됐으며 동년 8월부터 업무를 시작했다. 자국화폐의 유동적인 유통과 경제 정책을 담당한다.
현재 이사는 케말 코자릭이다.

## 같이 보기
- 보스니아 헤르체고비나 태환 마르카
- 보스니아 헤르체고비나의 경제